# 聖克魯斯河 (阿根廷)

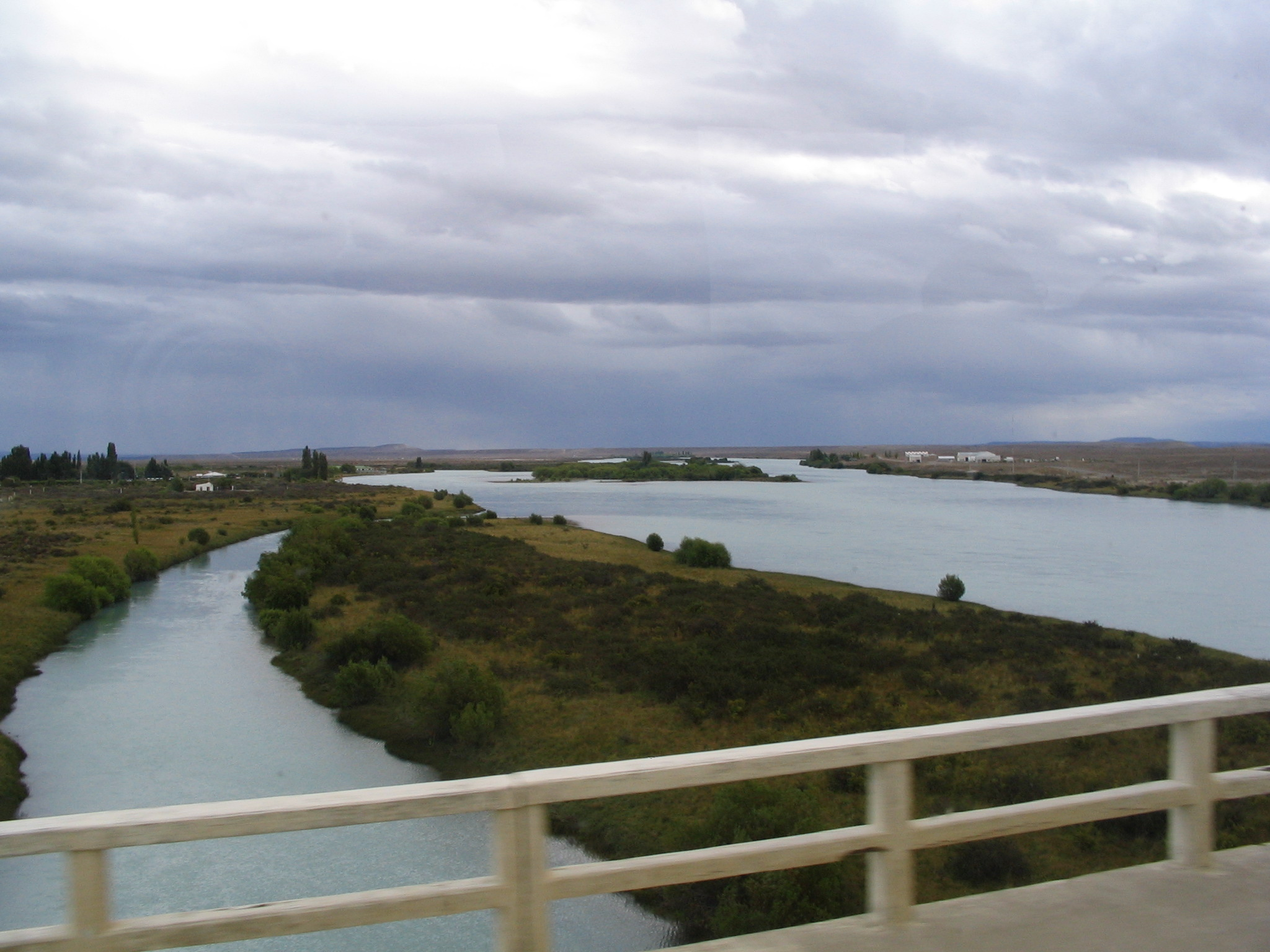
聖克魯斯河

聖克魯斯河（西班牙語：Río Santa Cruz）是阿根廷的河流，位於巴塔哥尼亞地區，由聖克魯斯省負責管轄，河道全長385公里，流域面積29,686平方公里，最終注入大西洋。

## 大坝
水量充沛。年径流高达790 m3（1,030 cu yd）。正在建设的塞佩尼克省长坝和基什内尔总统坝，将形成水力发电1,740 MW。2013年8月，中国葛洲坝集团、阿根廷电力工程公司和古约水利公司成立联营体中标。 项目投资总额47亿美元，中方承担全部融资。
50°08′S 68°21′W / 50.133°S 68.350°W
1. ↑  . Business Recorder. 22 August 2013  [22 August 2013]. （原始内容存档于2014-04-29）.